# دمیر بکتیچ
دمیر بکتیچ (انگلیسی: Damir Bektić؛ زادهٔ ۳۰ ژانویهٔ ۱۹۹۷) بازیکن فوتبال اهل آلمان است.
وی همچنین در تیم ملی فوتبال جوانان آلمان بازی کرده‌است.